# Tomasz Hajto
Tomasz Nikodem Hajto (Maków Podhalański, 16 ottobre 1972) è un allenatore di calcio ed ex calciatore polacco, di ruolo difensore.

## Palmarès

### Club

#### Competizioni nazionali
- Coppa di Germania: 2

Schalke 04: 2000-2001, 2001-2002